# بخش لس لاگوس
بخش لس لاگوس (به اسپانیایی: Departamento Los Lagos) یک منطقهٔ مسکونی در آرژانتین است که در استان نئوکن واقع شده‌است. بخش لس لاگوس ۴٬۲۳۰ کیلومتر مربع مساحت و ۸٬۶۵۴ نفر جمعیت دارد.